# Dolné Otrokovce
Dolné Otrokovce (allemand : Unterottrokowitz ,hongrois : Alsóatrak) est un village de Slovaquie situé dans la région de Trnava.

## Histoire
Première mention écrite du village en 1400.

## Démographie

### Évolution de la population
| Année:               | 1994. | 2004.   | 2014.    | 2024.   |
| -------------------- | ----- | ------- | -------- | ------- |
| Nombre de personnes: | 318   | 342     | 382      | 396     |
| Différence:          |       | +7,54 % | +11,69 % | +3,66 % |

| Année:               | 2023. | 2024.   |
| -------------------- | ----- | ------- |
| Nombre de personnes: | 395   | 396     |
| Différence:          |       | +0,25 % |